# West Kip
Der West Kip ist ein 551 m hoher Hügel in der Kette der Pentland Hills. Er liegt im Westen der schottischen Council Area Midlothian an der Ostflanke im Zentrum der rund 25 km langen Hügelkette. Der Weiler Carlops sowie die Kleinstadt Penicuik befinden sich jeweils fünf Kilometer südlich beziehungsweise östlich. Die Nachbarhügel sind der East Kip und der South Black Hill im Osten, der Cap Law im Süden sowie der Hare Hill im Nordwesten.
Der Name des Hügels enthält das im Altschottischen gebräuchliche Wort Kip, welches ein Objekt mit nach oben gerichteter Spitze beschreibt, speziell auch einen spitzen Hügel. Möglicherweise ist es mit dem veralteten deutschen Wort „Kippe“ oder „Kipfe“ für Spitze verwandt.

## Umgebung
Mitte des 19. Jahrhunderts wurde der Fund von bronzenen Waffen zwischen West Kip und Braid Law unweit der Eastside Farm berichtet. Über ihren Verbleib ist jedoch nichts bekannt. 500 m nordöstlich wurde im Jahre 2002 eine neolithische Axt mit einer Länge von 115 cm aufgefunden.
Weitere Spuren früherer Besiedlung finden sich am Bach Logan Burn, welcher das Tal zwischen West Kip und Hare Hill durchfließt. Das Hare Hill House war das Wohnhaus eines Schäfers und ist ein Zeugnis der hohen Bedeutung der Schafhaltung in den Pentland Hills in den vergangenen Jahrhunderten. Die Grundmauern des 9 m × 5,5 m messenden Gebäudes sind bis zu einer Höhe von einem Meter erhalten. Es schließt sich eine kleinere Struktur an, bei der es sich um eine Terrasse gehandelt haben könnte. Daneben ist ein ovales Areal eingefriedet, welches zum Sammeln der Tiere genutzt worden sein könnte. Der Standort wurde in der ersten Hälfte des 19. Jahrhunderts aufgegeben.